# Into the Fire (singolo Bryan Adams)
Into the Fire  è una canzone di Bryan Adams del suo album Into the Fire, di cui è la title track, pubblicata come quinto singolo dello stesso album nel 1987.
È stata scritta da Adams e Jim Vallance a Vancouver, in Canada; la scrittura della canzone ha avuto inizio nel 1984 ed è stata completata nel 1986. Il brano è stato registrato nel settembre 1986 presso i Cliffhanger Studios, ad ovest di Vancouver, di proprietà di Adams, ed è stata prodotta da Bob Clearmountain, nel gennaio 1987, presso gli AIR Studios di Londra.
Il brano è presente anche nell'album dal vivo Live! Live! Live!.

## Formazione
- Bryan Adams: chitarra ritmica, voce
- Jim Vallance: sequencer, percussioni
- Keith Scott: chitarra solista
- Tommy Mandel: tastiere
- Dave Taylor: basso
- Mickey Curry: batteria

## Classifiche
| Classifica (1987)             | Posizione massima |
| ----------------------------- | ----------------- |
| Stati Uniti (mainstream rock) | 6                 |